# 蓮久寺 (文京区)
蓮久寺（れんきゅうじ）は、東京都文京区にある日蓮宗の寺院。

## 歴史
1591年（天正19年）、日惺によって開山された。
その後、1624年（寛永元年）に谷中に移転し、1703年（元禄16年）に現在地に移転した。
明治初期、当寺第27世住職日薩は、私塾「鶏渓精舎」を開塾した。精舎出身者は後に日蓮宗管長や立正大学学長などに就くなど多くの人材を輩出した。

## 寺宝等
- 釈迦多宝如来一塔両尊（本尊）
- 宗祖坐像

## 墓所
- 三鬼隆（日本製鐵社長）
- 池田菊造（華道「古流松藤会」初代家元）
- 山田法実（根付師）

## 交通アクセス
- 白山駅より徒歩3分。